# Eugenia Fojcik-Mastalska
Eugenia Fojcik-Mastalska (ur. 8 lipca 1943 w Rybniku, zm. 3 kwietnia 2025) – polska prawniczka, badaczka prawa finansowego, profesor nauk prawnych, pracownik naukowy Uniwersytetu Wrocławskiego.

## Życiorys
W 1966 ukończyła studia prawnicze na Uniwersytecie Wrocławskim i w tym samym roku rozpoczęła pracę na macierzystej uczelni. W 1972 obroniła pracę doktorską Zezwolenie dewizowe w polskim prawie dewizowym (według stanu prawnego na dzień 31 grudnia 1971) napisaną pod kierunkiem Lesława Adama, w 1984 uzyskała stopień doktora habilitowanego na podstawie pracy Prawne formy działania banku w dziedzinie kredytowania gospodarki narodowej. W 1996 uzyskała tytuł profesora. W latach 2010–2013 kierowała na macierzystym wydziale Katedrą Prawa Finansowego.
W swoich badaniach zajmowała się prawem dewizowym, następnie prawem bankowym, w tym w szczególności jego aspektami publicznoprawnymi.
Jej mężem był Ryszard Mastalski.